# Flora (nome)
Flora  è un nome proprio di persona italiano femminile.

## Varianti
- Femminili: Floria, Florisa
  - Alterati: Floretta, Florina, Florinda
- Maschile: Floro[2][3], Florio[2][3]
  - Alterati: Floretto, Florino, Florindo

### Varianti in altre lingue
- Finlandese: Floora
- Francese: Flore[1]
  - Alterati: Florette[1]
- Gallese: Fflur[1]
- Inglese: Flora[1]
  - Alterati: Floretta[1], Florrie[1]
  - Ipocoristici: Flo[1]
- Islandese: Flóra
- Latino: Flora[1][2][3][4]
  - Maschili: Florus[2], Florius[2]
- Lituano Flora
- Norvegese: Flora
- Olandese: Floor[1]
  - Alterati: Floortje[1]
- Polacco: Flora
- Sloveno: Flora
- Spagnolo: Flora
- Svedese: Flora
- Tedesco: Flora[1]
  - Alterati: Floretta[1]
- Ungherese: Flóra[1]

## Origine e diffusione

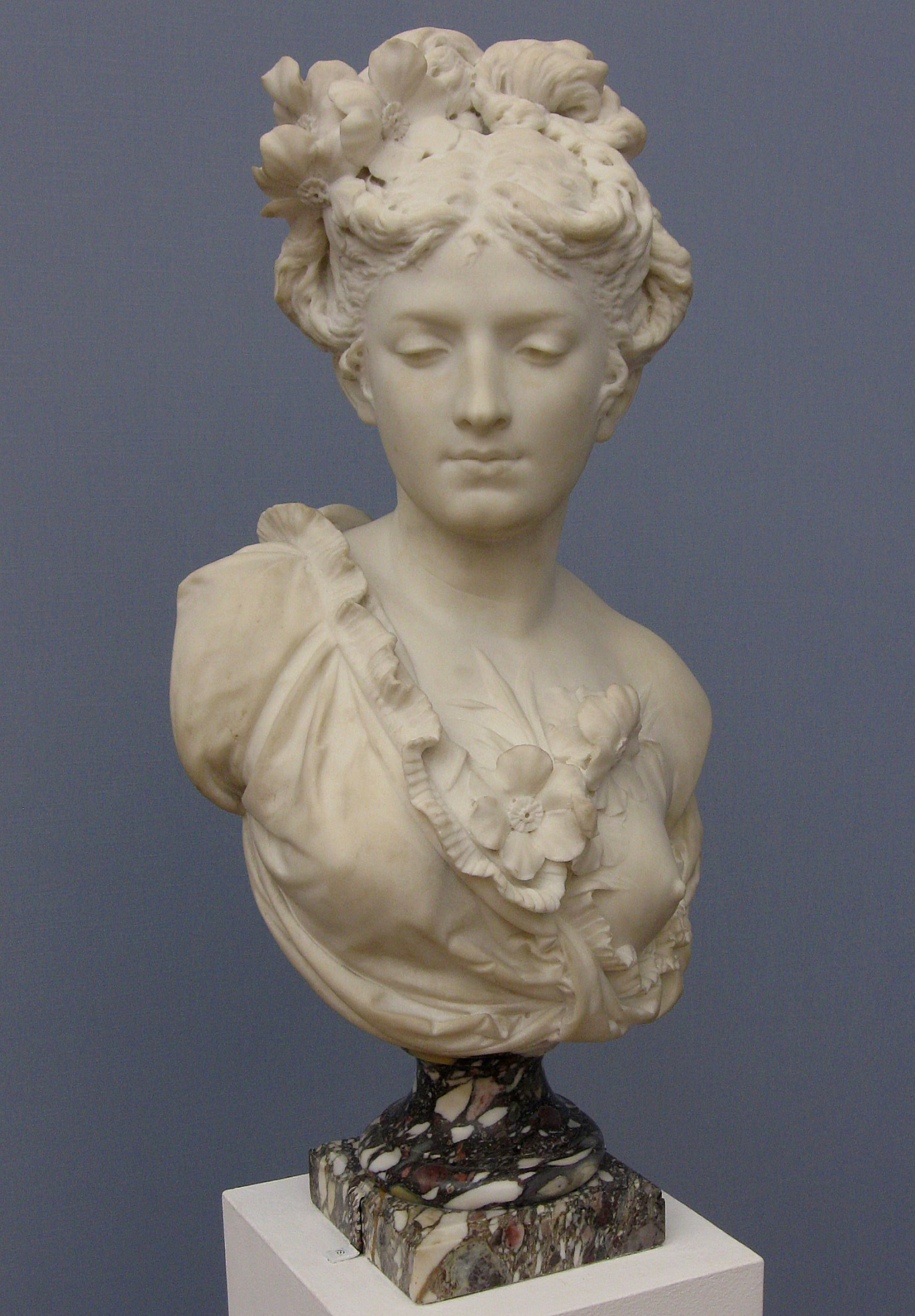
Busto raffigurante Flora, di Albert-Ernest Carrier-Belleuse

Continua il nome personale latino Flora, deriva dal termine flos (al genitivo floris), che vuol dire "fiore"; ha quindi significato analogo ai nomi Fiore, Cvetan e Antea. È un nome di tradizione classica, portato da Flora, la dea romana dei fiori e della primavera (dalla quale prendono il nome gli asteroidi della Famiglia Flora).
Il suo uso come nome proprio di persona ha preso il via in Francia durante il Rinascimento. In Scozia veniva usato come forma anglicizzata del nome Fionnuala.

## Onomastico
L'onomastico viene festeggiato solitamente il 24 novembre in onore di santa Flora, martire con santa Marta (o Maria) a Cordova. Si ricordano con questo nome anche, alle date seguenti:
- 1º giugno, san Floro di Lodeve, vescovo[8]
- 2 giugno, santa Flora, vergine dell'ordine giovannita di Issendolus[4]
- 29 luglio, santa Flora, martire a Roma con Antonino, Eugenio, Teodoro e Lucilla[3][4]
- 18 agosto, san Floro, martire assieme al gemello Lauro[3][8]
- 26 ottobre, san Florio, martire a Nicomedia[3]
- 22 dicembre, san Floro, martire con Demetrio e Onorato a Ostia[3][8]

## Persone
- Flora Calvanese, politica italiana

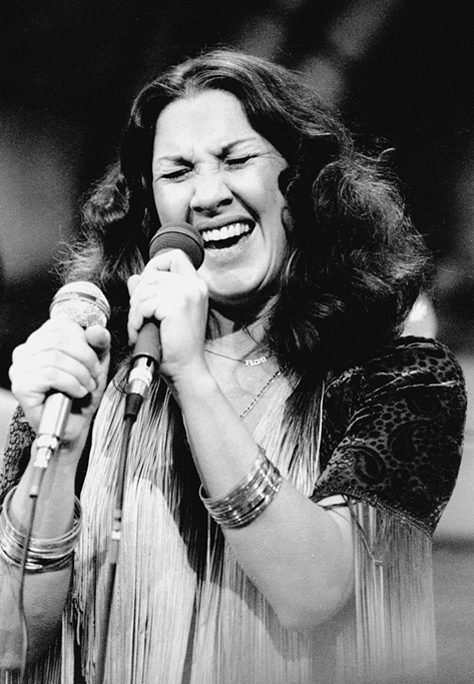
Flora Purim

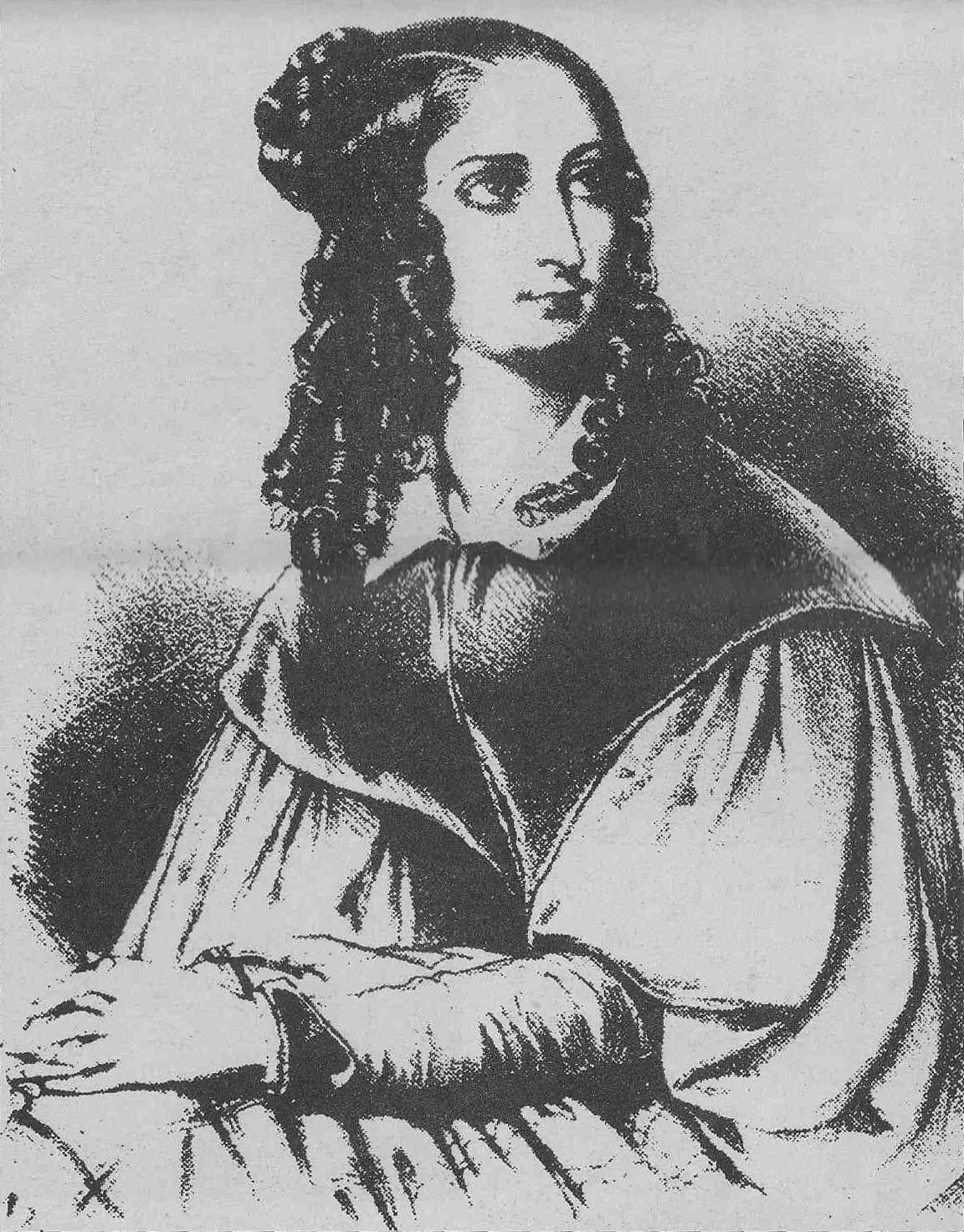
Flora Tristan

- Flora Canto, attrice e conduttrice televisiva italiana
- Flora Carabella, attrice italiana
- Flora Carosello, attrice e doppiatrice italiana
- Flora Chan, cantante e attrice cinese naturalizzata statunitense
- Flora di Cordova, santa spagnola
- Flora Finch, attrice britannica
- Flora Fraser, XXI Lady Saltoun, politica britannica
- Flora Gallo, cantante e paroliera italiana
- Flora Graiff, disegnatrice e pittrice italiana
- Flora Lillo, attrice, showgirl e soubrette italiana
- Flora Perini, mezzosoprano italiano
- Flora Piccoli Mancini, musicista e poetessa italiana
- Flora Purim, cantante brasiliana
- Flora Robson, attrice britannica
- Flora Torrigiani, ballerina e coreografa italiana
- Flora Tristan, scrittrice francese
- Flora Viola, dirigente sportiva italiana
- Flora Zuzzeri, poetessa dalmata

### Varianti femminili
- Floor Jansen, cantautrice e soprano olandese
- Floortje Meijners, pallavolista olandese
- Floraleda Sacchi, arpista e compositrice italiana
- Floria Sigismondi, fotografa e regista italiana naturalizzata canadese

### Variante maschile Floro
- Floro, storico e poeta romano
- Floro, funzionario romano
- Floro, santo romano
- Floro di Lione, teologo e docente francese
- Floro Díaz, schermidore argentino
- Floro La Roma Iezzi, calciatore italiano

## Il nome nelle arti
- Floria Tosca è la protagonista dell'opera Tosca di Giacomo Puccini.
- Flora, assieme a Fauna e Serenella, una delle tre fate buone nel film d'animazione Disney La bella addormentata nel bosco.
- Flora è un personaggio della serie animata Winx Club.
- Flora Ackroyd è un personaggio del romanzo L'assassinio di Roger Ackroyd di Agatha Christie.
- Flora Bervoix è un personaggio dell'opera lirica La traviata di Giuseppe Verdi.
- Flora Reinhold è un personaggio della serie di videogiochi Professor Layton.
- Flora di Roviano è un personaggio del film Fantasmi a Roma di Antonio Pietrangeli.